# Wolf (cráter)

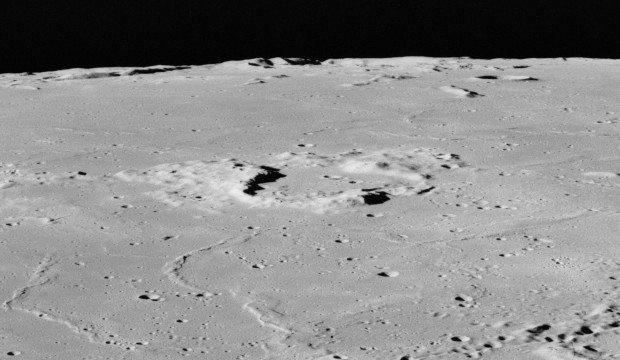
Fotografía de la misión Apolo 16

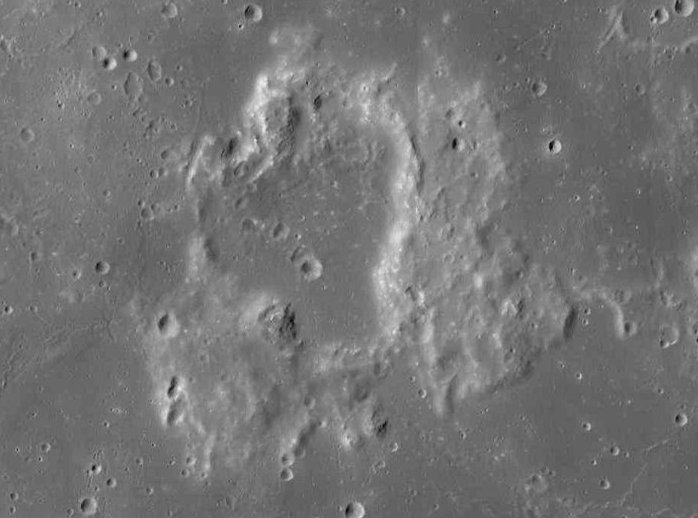
Fotografía de la misión Lunar Reconnaissance Orbiter

Wolf es un cráter de impacto que se encuentra en la parte central del Mare Nubium, situado en el hemisferio sur de la Luna. Se localiza al norte-noroeste de la llanura amurallada de Pitatus, y al este-sureste del prominente cráter Bullialdus.
|  |

El suelo interior de este cráter ha sido completamente inundado por la lava, dejando solo un borde roto irregular que se eleva ligeramente por encima de la superficie. El borde que sobrevive no es del todo circular, con abultamientos hacia el norte y el oeste. Alcanza una altura máxima de aproximadamente 0.7 km. El cráter más pequeño, Wolf B, se superpone al borde sur, y ambos cráteres se han fusionado en una sola formación. Las crestas bajas se conectan con el borde exterior al este y al sur.
Lleva el nombre del astrónomo Max Wolf.

## Cráteres satélite
Por convención estos elementos son identificados en los mapas lunares poniendo la letra en el lado del punto medio del cráter que está más cerca de Wolf.
|      | \| Wolf \| Coordenadas \| Diámetro \| \| ---- \| ------------------------------ \| -------- \| \| A \| 22°12′S 18°24′O / -22.2, -18.4 \| 6 km \| \| B \| 23°06′S 16°24′O / -23.1, -16.4 \| 17 km \| \| C \| 24°06′S 14°30′O / -24.1, -14.5 \| 3 km \| \| E \| 23°54′S 16°18′O / -23.9, -16.3 \| 2 km \| \| F \| 22°00′S 14°54′O / -22.0, -14.9 \| 3 km \| \| G \| 22°30′S 16°48′O / -22.5, -16.8 \| 7 km \| \| H \| 23°00′S 14°42′O / -23.0, -14.7 \| 8 km \| \| S \| 21°12′S 16°30′O / -21.2, -16.5 \| 35 km \| \| T \| 23°24′S 18°48′O / -23.4, -18.8 \| 27 km \| |          |
| Wolf | Coordenadas | Diámetro |
| A    | 22°12′S 18°24′O / -22.2, -18.4 | 6 km     |
| B    | 23°06′S 16°24′O / -23.1, -16.4 | 17 km    |
| C    | 24°06′S 14°30′O / -24.1, -14.5 | 3 km     |
| E    | 23°54′S 16°18′O / -23.9, -16.3 | 2 km     |
| F    | 22°00′S 14°54′O / -22.0, -14.9 | 3 km     |
| G    | 22°30′S 16°48′O / -22.5, -16.8 | 7 km     |
| H    | 23°00′S 14°42′O / -23.0, -14.7 | 8 km     |
| S    | 21°12′S 16°30′O / -21.2, -16.5 | 35 km    |
| T    | 23°24′S 18°48′O / -23.4, -18.8 | 27 km    |